# Schwarzheide
Schwarzheide település Németországban, azon belül Brandenburgban. Lakosainak száma 5637 fő (2023. december 31.).

## Népesség
A település népességének változása:
| Lakosok száma | 5795 | 5679 | 5568 | 5495 | 5681 | 5637 |
|               | 2015 | 2017 | 2020 | 2021 | 2022 | 2023 |